# Kurt Schupke
Kurt Schupke (Greitz, 15 maggio 1898 – 27 novembre 1948) è stato un militare tedesco delle SS.

## Carriera militare
Sottufficiale delle SS, è stato l'ultimo comandante del campo di concentramento di Kraków-Plaszów, che è stato anche l'ambientazione del film Schindler's List.
È subentrato  al capitano Amon Göth, interpretato da Ralph Fiennes nel film di Steven Spielberg, quando questi è stato arrestato dalla Gestapo il 13 settembre 1944 con l'accusa di corruzione. Egli non riprenderà mai più le sue funzioni nel campo dato che verrà giustiziato.